# Święta wojna (serial telewizyjny)
Święta wojna – polski serial komediowy emitowany premierowo na antenie TVP2 od 23 stycznia 2000 do 9 maja 2009.
W serialu większość bohaterów porozumiewa się etnolektem śląskim, zmieszanym z językiem ogólnopolskim w stopniu umożliwiającym rozumienie dialogów przez osoby nieznające śląszczyzny.
Serial był czterokrotnie nominowany do Telekamer (w latach 2001–2003 i 2009) w kategorii „najlepszy serial komediowy”, najwyższe zajęte miejsce to trzecie (w styczniu 2001).

## Fabuła
Warszawiak Zbyszek Pyciakowski (Zbigniew Buczkowski) co tydzień przyjeżdża na handel do Katowic, gdzie pomieszkuje u swojego nerwowego i nieobliczalnego kolegi z wojska Huberta "Bercika" Dwornioka (Krzysztof Hanke) i jego rezolutnej żony Anny zwanej Andzią (Joanna Bartel). Bercik jest byłym górnikiem, który jak stereotypowy Ślązak nie cierpi wszystkiego, co jest związane z „gorolami”, w szczególności z Warszawą lub pobliskim Sosnowcem. Żyjąc z renty od chwili zamknięcia kopalni, wpada on na różne szalone pomysły na szybkie zdobycie pieniędzy, do których zwykle angażuje Zbyszka i które przeważnie kończą się fiaskiem.

## Realizacja zdjęć

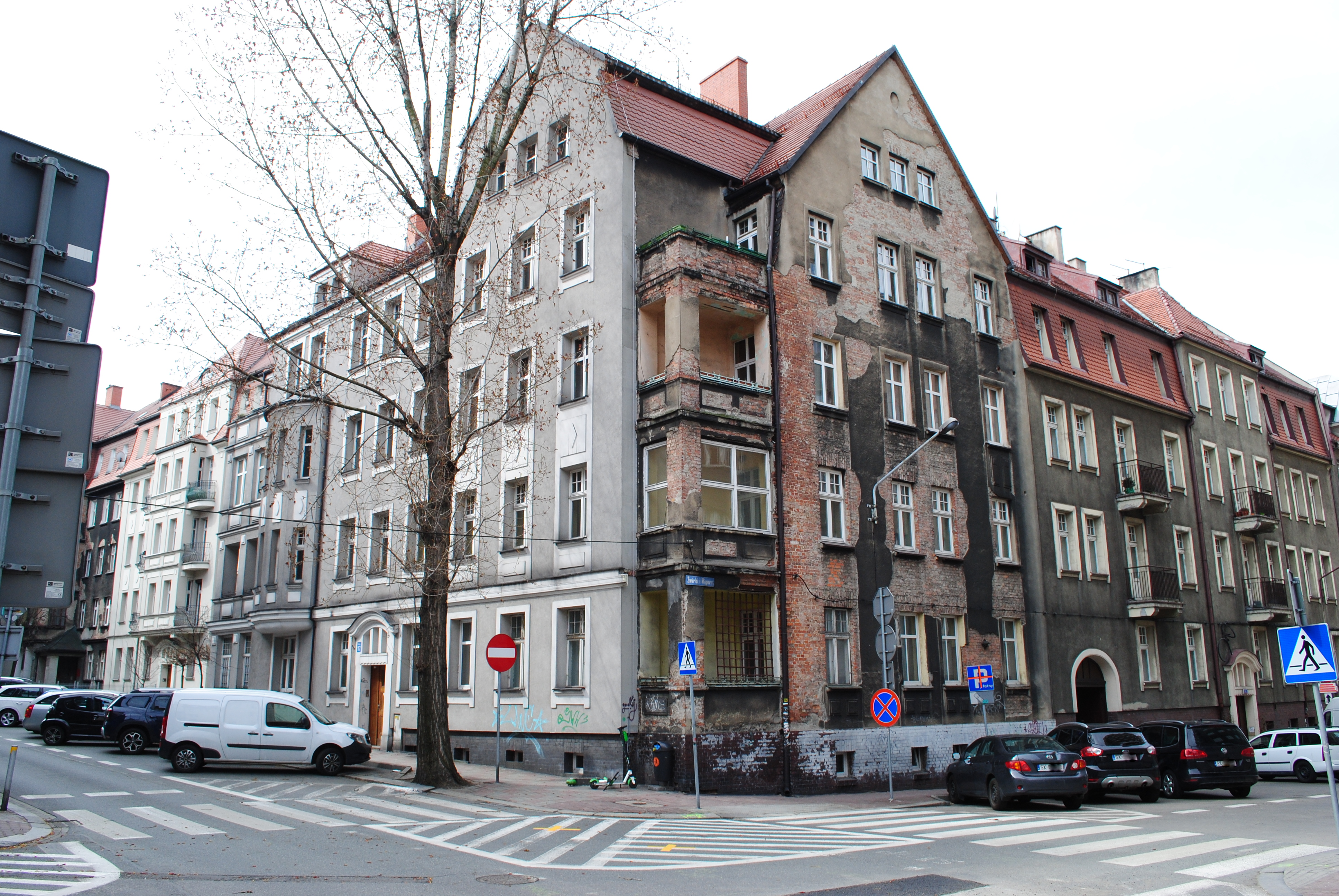
Kamienica Anny i Bercika Dwornioków przy ulicy M. Skłodowskiej-Curie 17 (róg z ulicą Żwirki i Wigury) w Katowicach

Mieszkanie głównych bohaterów serialu, w którym działa się akcja większości odcinków, znajdowało się w Katowicach przy ul. Marii Curie-Skłodowskiej 17 (według fabuły znajdowało się przy ul. Korfantego 13/6). Sceny kręcono też na ulicy przed blokiem, a z czasem także w szynku „U Alojza”. Pojedyncze odcinki były realizowane poza Katowicami, m.in. na zamku Czocha, w Gdyni, Międzyzdrojach i Jarnołtówku.
W odcinkach serialu zdarzały się wpadki i przejęzyczenia oraz błędy logiczne. Miało to związek z tym, że Święta wojna była kręcona jako serial niskobudżetowy. Wiele scen nie było nagrywanych ponownie, aby nie podnosić kosztów produkcji.

## Czołówka i napisy końcowe
W odcinkach 1–71 serial nie miał stałej czołówki; na początku każdego odcinka były pokazywane najczęściej Katowice, jadący pociąg pasażerski, napis Święta wojna i tytuł odcinka. W odcinkach 72–322 serial posiadał czołówkę animowaną. Tłem muzycznym czołówki była muzyka w wykonaniu Jarosława Barowa.
W napisach końcowych serialu często pojawiała się piosenka „Gorol, hanys, dwa bratanki i do bitwy, i do szklanki” w wykonaniu Krzysztofa Respondka, do której słowa napisał Grzegorz Poloczek. Piosenka ta pojawiała się w napisach końcowych głównie w pierwszych odcinkach serialu, później pojawiała się co kilka odcinków, a w reszcie odcinków pojawiała się sama muzyka w wykonaniu Jarosława Barowa. W ostatnich kilkudziesięciu odcinkach serialu odtwarzana była jedynie muzyka.

## Obsada
| Aktor               | Rola                                                | Okres występowania         |
| ------------------- | --------------------------------------------------- | -------------------------- |
| Krzysztof Hanke     | Hubert „Bercik” Dworniok, mąż „Andzi”               | 1999–2008                  |
| Zbigniew Buczkowski | Zbyszek Pyciakowski, kolega z wojska „Bercika”      | 1999–2008                  |
| Joanna Bartel       | Anna „Andzia” Dworniok, żona „Bercika”              | 1999–2008                  |
| Bogdan Kalus        | Gerard Nowok, sąsiad „Bercika”                      | 1999–2003, 2005–2008       |
| Józef Polok         | Ernest Kowolik, szwagier „Bercika”, brat „Andzi”    | 2000–2007                  |
| Gertruda Szalszówna | Karlikowa, sąsiadka „Bercika” i „Andzi”             | 1999–2007                  |
| Krzysztof Respondek | Ewald, sąsiad „Bercika”                             | 1999–2001, 2003–2004, 2007 |
| Grzegorz Stasiak    | Alojz, właściciel szynku                            | 2002–2008                  |
| Andrzej Mrozek      | Kipuś                                               | 2001–2008                  |
| Paweł Polok         | Johnny, listonosz, później biznesmen, kuzyn „Andzi” | 2004–2008                  |
| Jan Jakub Skupiński | Hubert Stańczyk, kuzyn „Andzi” i „Bercika”          | 2001, 2004                 |

## Spis serii
| Seria         | Sezon          | Odcinki      | Premiera serii   | Finał serii      | Rok produkcji |
| ------------- | -------------- | ------------ | ---------------- | ---------------- | ------------- |
| Pilot serialu | zima 2000      | 1 (1)        | 16 stycznia 2000 | 16 stycznia 2000 | 1999          |
| 1             | zima–lato 2000 | 1–31 (31)    | 23 stycznia 2000 | 27 sierpnia 2000 | 1999/2000     |
| 2             | 2000/2001      | 32–71 (40)   | 3 września 2000  | 8 lipca 2001     | 2000/2001     |
| 3             | 2001/2002      | 72–110 (39)  | 23 września 2001 | 23 czerwca 2002  | 2001/2002     |
| 4             | 2002/2003      | 111–146 (36) | 8 września 2002  | 8 czerwca 2003   | 2002/2003     |
| 5             | 2003/2004      | 147–173 (27) | 21 września 2003 | 6 czerwca 2004   | 2003/2004     |
| 6             | 2004/2005      | 174–211 (38) | 11 września 2004 | 25 czerwca 2005  | 2004/2005     |
| 7             | jesień 2005    | 212–226 (15) | 10 września 2005 | 17 grudnia 2005  | 2005          |
| 8             | wiosna 2006    | 227–237 (11) | 4 marca 2006     | 27 maja 2006     | 2006          |
| 9             | 2006/2007      | 238–272 (35) | 9 września 2006  | 23 czerwca 2007  | 2006/2007     |
| 10            | jesień 2007    | 273–286 (14) | 15 września 2007 | 22 grudnia 2007  | 2007          |
| 11            | wiosna 2008    | 287–299 (13) | 8 marca 2008     | 21 czerwca 2008  | 2007/2008     |
| 12            | jesień 2008    | 300–315 (16) | 6 września 2008  | 27 grudnia 2008  | 2008          |
| 13            | wiosna 2009    | 316–322 (7)  | 14 marca 2009    | 9 maja 2009      | 2008          |

## Nagrody
- 2001–2003, 2009 – nominacja do Telekamer jako najlepszy serial komediowy
- 2005 – Joanna Bartel otrzymała Nagrodę specjalną Złoty Granat, nagroda aktorska Ogólnopolskiego Festiwalu Filmów Komediowych w Lubomierzu